# Гомоля, Ян
Ян Гомоля (пол. Jan Gomola; 5 августа 1941, Устронь, Цешинский повет — 24 февраля 2022, Устронь, Силезское воеводство) — польский футболист и футбольный тренер, играл на позиции вратаря.

## Биография

### Клубная карьера
В течение девяти сезонов играл за «Гурник» из Забже. В составе «Гурника» Гомоля завоевал 5 чемпионских титулов и 4 Кубка Польши. Всего за «Гурник» сыграл 118 матчей в Высшем дивизионе. В 1974 году уехал в Мексику, где играл за «Атлетико Эспаньол» и «Сакатепек».
В 1977 году завершил игровую карьеру в «Атлетико Эспаньол».

### Карьера в сборной
Дебютировал за сборную Польши 18 мая 1966 года в товарищеском матче со сборной Швеции — тот матч закончился со счётом 1:1. Гомоля был одним из кандидатов в сборную Польши для участия на Летней Олимпиаде 1972 года, но из-за перенесённой ранее травмы шейного позвонка в заявку не попал. Всего за сборную Польши сыграл 7 матчей.

### Смерть
Скончался 24 февраля 2022 года в возрасте 80 лет.

## Достижения
«Гурник (Забже)»
- Чемпион Польши (5) : 1964/65, 1965/66, 1966/67, 1970/71, 1971/72
- Обладатель Кубка Польши (4) : 1967/68, 1968/69, 1969/70, 1970/71